# Leiocephalus
Leiocephalus es un género de lagartos, el único en la familia Leiocephalidae. Se distribuyen por América del Sur, Central y las Antillas.

## Especies
Se reconocen las siguientes 30 especies:

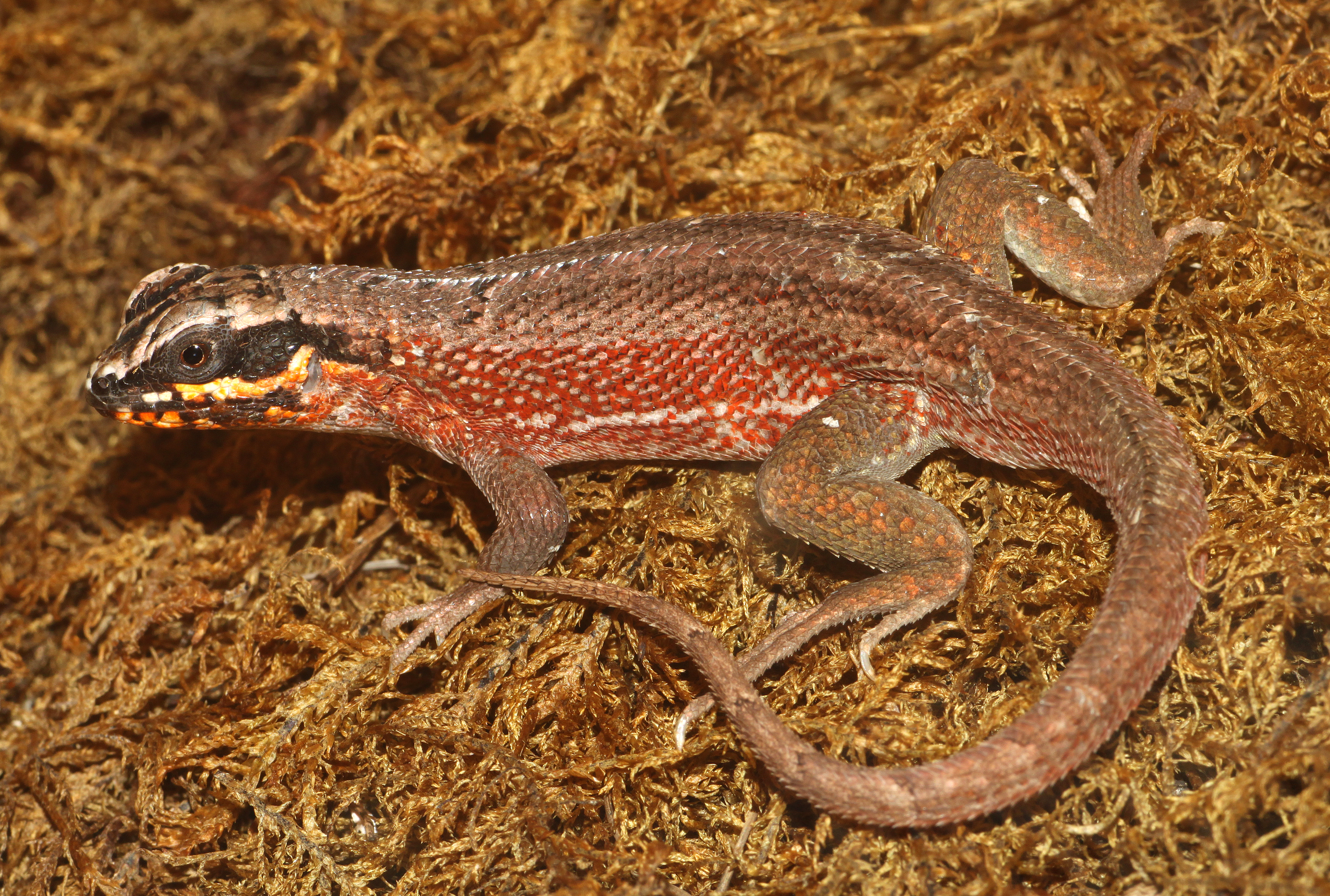
Leiocephalus personatus

- Leiocephalus barahonensis Schmidt, 1921
- Leiocephalus carinatus Gray, 1827
- Leiocephalus cubensis (Gray, 1840)
- Leiocephalus cuneus Etheridge, 1964
- Leiocephalus endomychus Schwartz, 1967
- Leiocephalus eremitus (Cope, 1868)
- Leiocephalus etheridgei Pregill, 1981
- Leiocephalus greenwayi Barbour & Shreve, 1935
- Leiocephalus herminieri (Duméril & Bibron, 1837)
- Leiocephalus inaguae Cochran, 1931
- Leiocephalus jamaicensis Etheridge, 1966
- Leiocephalus loxogrammus (Cope, 1887)
- Leiocephalus lunatus Cochran, 1934
- Leiocephalus macropus (Cope, 1863)
- Leiocephalus melanochlorus Cope, 1863
- Leiocephalus onaneyi Garrido, 1973
- Leiocephalus partidus Pregill, 1981
- Leiocephalus personatus (Cope, 1863)
- Leiocephalus pratensis (Cochran, 1928)
- Leiocephalus psammodromus Barbour, 1920
- Leiocephalus punctatus Cochran, 1931
- Leiocephalus raviceps Cope, 1863
- Leiocephalus rhutidira Schwartz, 1979
- Leiocephalus roquetus† Bouchaton, Charles & Lenoble, 2021[2]
- Leiocephalus schreibersii (Gravenhorst, 1837)
- Leiocephalus semilineatus Dunn, 1920
- Leiocephalus sixtoi Köhler, Bobadilla & Hedges, 2016
- Leiocephalus stictigaster Schwartz, 1959
- Leiocephalus varius Garman, 1887
- Leiocephalus vinculum Cochran, 1928